# Kamenná (Olomouc)
Kamenná é uma comuna checa localizada na região de Olomouc, distrito de Šumperk.